# Пристанное
Пристанное — село в Саратовском районе Саратовской области России. С 1 января 2022 года входит в состав городского округа Саратова.

## История

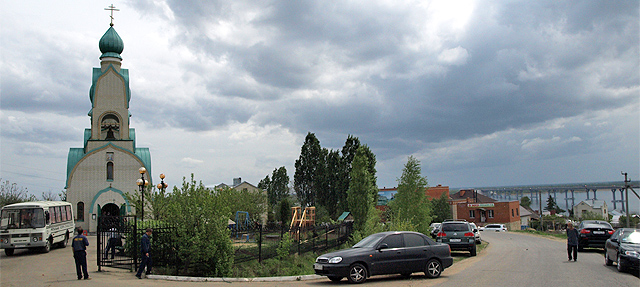
Храм в честь Преображения Господня

Археологические исследования обнаруженного в Пристанном Танавского городища установили, что первые поселения в районе села относятся к эпохе Бронзового и раннего Железного веков.
Современное Пристанное возникло примерно в 1660-х годах. По преданию его название связано с тем, что расположенный неподалёку Минаев овраг служил временным пристанищем для речных судов Степана Разина. До революции Пристанное являлось центром одноимённой волости Саратовского уезда Саратовской губернии. По данным переписи 1911 года население села составляло 540 приписных и 103 посторонних жителя, всего 129 хозяйств. Национальный состав — русские, преимущественно православного вероисповедания, а также шесть семей поморцев. В Пристанном имелась единственная в волости церковь, построенная в 1822 году тщанием титулярного советника Г. И. Попова. Храм был каменный, с колокольней, престолы в нём были освящены в честь Преображения Господня и во имя Николая Чудотворца. К его приходу были приписаны земские школы самого Пристанного, а также Усть-Курдюма и Долгого Буерака.
В советские годы Пристанное было включено в новообразованный Ворошиловский район (с 1957 года — Саратовский). Традиционные огуречные хозяйства перешли в ведение колхоза.
С 2004 года село входит в состав Усть-Курдюмского сельского поселения.

## Физико-географическая характеристика

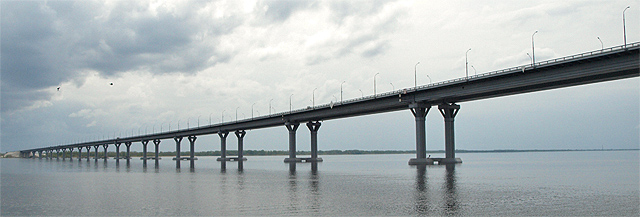
Новый Саратовский мост в Пристанном

Пристанное находится на правом берегу Волги в 13 километрах севернее Саратова. С областным центром село связано рейсовым автобусом. Открытый в 2000 году мост через Волгу, связывающий Пристанное и левобережную Шумейку, является одним из трёх автомобильных мостов области.
Климат
Климат в селе умеренно-холодный со значительным количеством осадков. Даже в засушливый месяц наблюдается много дождя (согласно классификации климатов Кёппена — Dfa). Среднегодовая температура в Пристанном — 6,7 °C. 441 mm — среднегодовая норма осадков. Самый засушливый месяц — Апрель с осадками 25 mm. Большая часть осадков здесь выпадает в Августе, в среднем 43 mm.
| Показатель                                                                         | Янв. | Фев. | Март | Апр. | Май  | Июнь | Июль | Авг. | Сен. | Окт. | Нояб. | Дек. | Год |
| ---------------------------------------------------------------------------------- | ---- | ---- | ---- | ---- | ---- | ---- | ---- | ---- | ---- | ---- | ----- | ---- | --- |
| Средняя температура, °C                                                            | −9,8 | −9,3 | −3,6 | 8,5  | 16,1 | 20,7 | 22,9 | 21,2 | 14,9 | 6,9  | −1,1  | −6,5 | 6,7 |
| Норма осадков, мм                                                                  | 40   | 28   | 26   | 25   | 36   | 42   | 42   | 43   | 40   | 34   | 43    | 42   | 441 |
| Источник: Пристанное (норма 1982-2012). meteoinfo.ru. Дата обращения: 19 мая 2020. |      |      |      |      |      |      |      |      |      |      |       |      |     |

Уличная сеть
В селе Пристанное двенадцать улиц и три переулка. Также к селу относятся территории сорока садово некоммерческих товариществ.

## Население
| 2002 | 2010 |
| ---- | ---- |
| 398  | ↗437 |

На 1 января 2019 года в селе проживало 490 человек, насчитывается 210 дворов.

## Экономика
В связи со строительством нового моста через Волгу Пристанное превращается в населённый пункт с высокой инфраструктурой. Планировалось возведение концерном «IKEA» гипермаркета с автостоянкой на 10000 автомобилей, современным кинотеатром и другими развлекательными заведениями. По состоянию на 2010 год из-за недостатка интереса со стороны потенциальных арендаторов, связанного с удалённостью Пристанного от Саратова, строительство торгового комплекса отложено на неопределённый срок.
На территории села работают три предприятия розничной торговли и одно кафе-бар.

## Инфраструктура
На территории села свою деятельность осуществляют филиал дошкольного учреждения детский сад «Теремок», почта, фельдшерско-акушерский пункт, дом культуры.
В границах населённого пункта осуществляют свою деятельность базы отдыха и туристические центры:
- Туристическая база отдыха «Волга»[13];
- Современный комплекс с наличием физкультурно-оздоровительной инфраструктурой — санаторий «Волжские дали»[14].

## Достопримечательности
- В селе расположено здание нового Храма в честь Преображения Господня, построенного в 1997 году на месте разрушенной в 1970-х годах старой церкви[15].